# Лионс, Пьер-Луи
Пьер-Луи Лионс (11 августа 1956, Грасс) — французский математик, лауреат Филдсовской премии. Внёс значительный вклад в решения нелинейных дифференциальных уравнений.

## Биография
Сын  французского математика Жака-Луи Лионса.
Учился в Высшей нормальной школе Парижа с 1975 по 1979 год, решает посвятить себя научно исследовательской работе в области прикладной математики и как результат в 1979 году защищает докторскую диссертацию в Университете Париж VI под руководством Брези. 
В 1979—1981 годах работает в Национальном центре научных исследований. С 1981 по 1992 год преподаёт в Университете Париж-Дофин. 
С 1992 года преподаёт в Политехнической школе Парижа. 
В 2002 году назначен профессором в Коллеж де Франс, где он заведует кафедрой «Дифференциальные уравнения в частных производных и их применение». 
В 2006 году назначен членом Высшего совета Франции по вопросам науки и технологий, в 2009 году назначен президентом Высшей нормальной школы Парижа.

## Научный вклад
- В 1983 году совместно с Крэндаллом[англ.] ввёл понятие вязкостного решения[9].
- Нашёл полное решение уравнения Больцмана.

## Награды
- Премия фонда Дуасто-Блютэ Французской академии наук (1986)
- Премия IBM (1987)
- Премия Филипа Морриса за вклад в науку (1991)
- Премия Ампера Французской академии наук (1992)
- Филдсовская премия (1994)
- Премия Томсон (2004)
- Командор ордена Почётного легиона (2013)[10]

В 1992 году сделал пленарный доклад на Европейском математическом конгрессе.